# Helmut Dahm (Archivar)
Helmut Walter Dahm (* 3. August 1913 in Elberfeld; † 31. Mai 1996 in Düsseldorf) war ein deutscher Historiker und Archivar.

## Leben

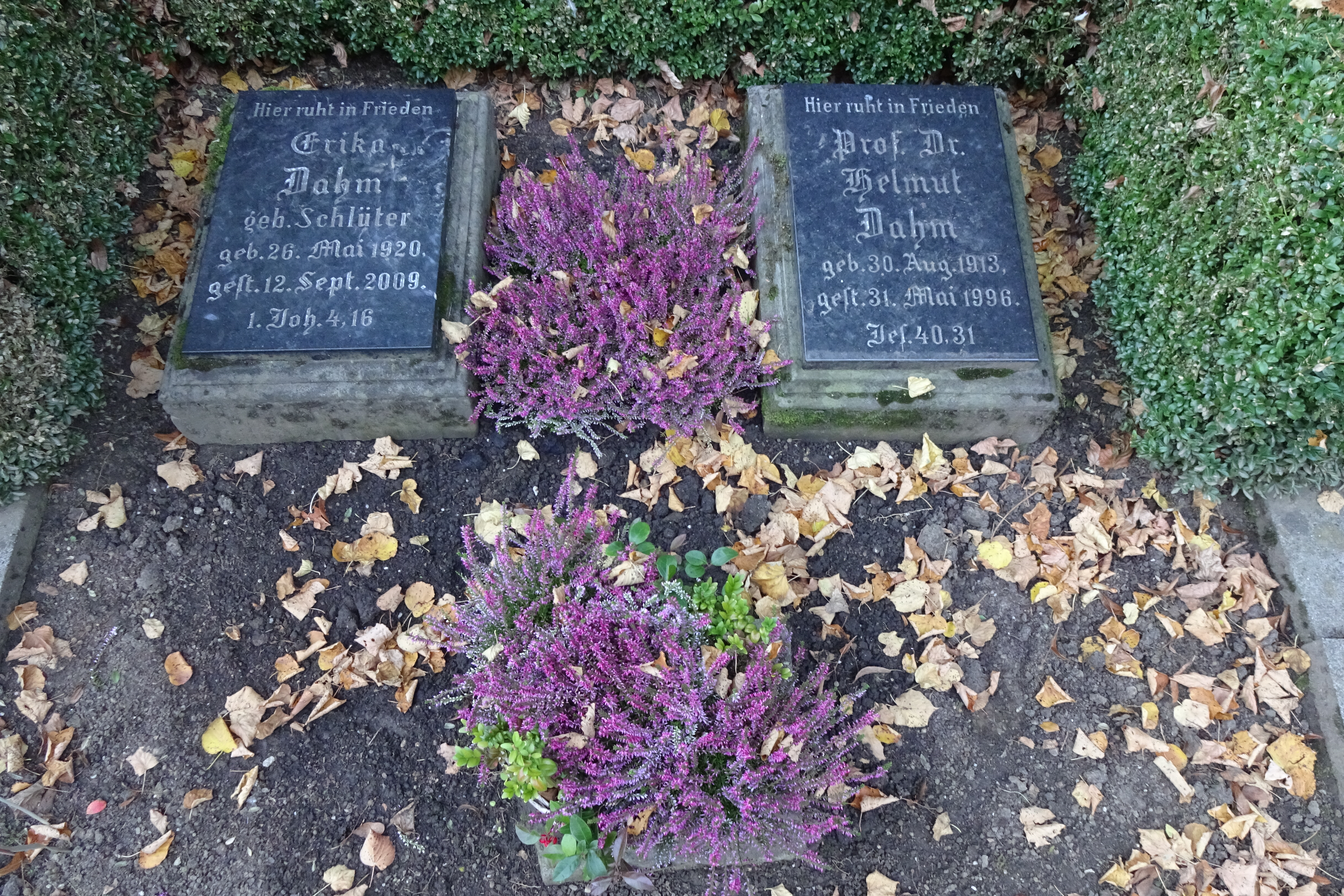
Grabstein auf dem Reformierten Friedhof Hochstraße (Wuppertal)

Dahm wurde als Sohn eines Architekten im bergischen Elberfeld geboren, wuchs dann aber umzugsbedingt in Kassel auf. Nach dem Abitur am Kasseler Realgymnasium studierte er Geschichte, Geographie und Anglistik an den Universitäten Kiel, München, Berlin und Marburg. Er promovierte 1939 an der Universität Marburg mit einer Arbeit über „Die Ehrenprädikate der geistlichen und weltlichen Stände des Mittelalters“. Noch im gleichen Jahr wurde er zur Wehrmacht einberufen und kehrte sechs Jahre später schwer verwundet – er sollte aufgrund der Verletzungen zeitlebens gehbehindert bleiben – aus dem Krieg zurück.
1948 war Helmut Dahm als Archivreferendar des Hauptstaatsarchivs Düsseldorf Teilnehmer des ersten wissenschaftlichen Kurses der damals gerade gegründeten Archivschule Marburg und beendete diesen als Kursbester. Als Assessor des Archivdienstes war er anschließend für das Düsseldorfer Hauptstaatsarchiv tätig, zeitweise auch für die Archivberatungsstelle Rheinland, die nach dem Krieg vorübergehend bei der nordrhein-westfälischen Landesarchivverwaltung angesiedelt war.
Im Hauptstaatsarchiv verantwortete er ab 1954 als Schriftleiter die Fachzeitschrift Der Archivar. Anfang der 1960er-Jahre kamen mit dem Aufbau des Ministerialarchivs und der Abteilung für landesgeschichtliche Dokumentation neue Herausforderungen in Düsseldorf auf ihn zu. 1965 wurde er als Archivreferent und Leiter der Archivverwaltung des Landes ins nordrhein-westfälische Kultusministerium berufen. Dieses Amt übte er bis zu seinem Eintritt in den Ruhestand (1978) aus.
Helmut Dahm war von 1967 bis 1977 Vorsitzender des Vereins deutscher Archivare, Mitglied des Exekutivrates des Internationalen Archivrates (1974–1978) und Präsident der Sektion der berufsständischen Vereinigungen im Internationalen Archivrat (1976–1980).
Von 1966 bis 1989 war er Vorsitzender des Vereins für Rheinische Kirchengeschichte.
Er starb 1996 im Alter von 82 Jahren.

## Ehrungen
- 1973: Verdienstkreuz 1. Klasse der Bundesrepublik Deutschland
- 1978: Großes Verdienstkreuz der Bundesrepublik Deutschland[1]
- 1990: Verdienstorden des Landes Nordrhein-Westfalen[2]

## Schriften
- Die Ehrenprädikate der geistlichen und weltlichen Stände des Mittelalters. Ursprung, Bedeutung, Entwicklung. phil. Diss., Marburg 1943.
- (Bearb.): Rheinisch-westfälische Quellen in französischen Archiven. Teil 1: Quellen aus der Zeit der Französischen Revolution und des ersten Kaiserreichs Frankreich unter besonderer Berücksichtigung des Roerdepartements. Detmold 1978.